# 베스널그린

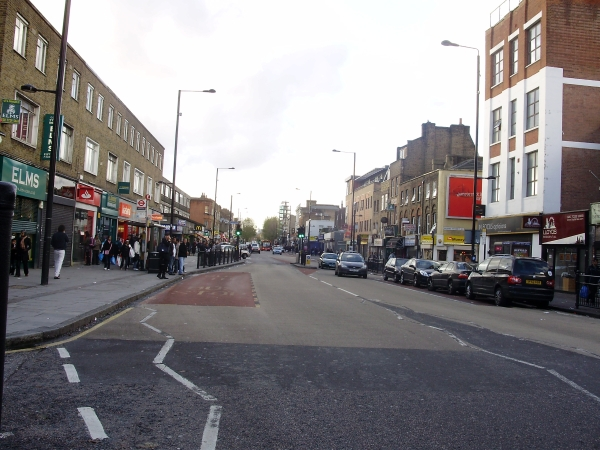
베스널그린

베스널그린(Bethnal Green)은 런던의 한 구역으로, 인구는 26,554명이다.
베스널그린은 차링크로스(Charing Cross)에서 북동쪽으로 4.8km 떨어진 런던 이스트 엔드 지역이다. 이 지역은 캠브리지 히스 로드(Cambridge Heath Road) 옆에 있는 베스널 그린 가든(Bethnal Green Gardens)으로 남아 있는 그린 주변에 개발된 작은 정착지에서 생겨났다. 16세기에 이르러 이 용어는 베스널 그린의 햄릿이라는 더 넓은 농촌 지역에 적용되었으며, 이후 교구가 되었고, 이후 타워 햄릿의 새로운 런던 자치구의 북서부 지역이 되기 위해 이웃 지역과 병합하기 전에 메트로폴리탄 자치구가 되었다.